# 第13回デトロイト映画批評家協会賞
第13回デトロイト映画批評家協会賞は2019年の映画を対象としており、2019年12月6日にノミネーションが発表された。なお、受賞者は同年12月9日に発表された。

## 受賞・ノミネート一覧
※受賞は太字。

### 作品賞
- 『パラサイト 半地下の家族』
- 『アイリッシュマン』
- 『マリッジ・ストーリー』
- 『ワンス・アポン・ア・タイム・イン・ハリウッド』
- 『ジョジョ・ラビット』

### 監督賞
- ポン・ジュノ - 『パラサイト 半地下の家族』
- タイカ・ワイティティ -『ジョジョ・ラビット』
- クエンティン・タランティーノ - 『ワンス・アポン・ア・タイム・イン・ハリウッド』
- ノア・バームバック - 『マリッジ・ストーリー』
- マーティン・スコセッシ - 『アイリッシュマン』

### 主演男優賞
- ホアキン・フェニックス - 『ジョーカー』
- アダム・サンドラー - 『アンカット・ダイヤモンド』
- ロバート・デ・ニーロ - 『アイリッシュマン』
- ロバート・パティンソン - 『ライトハウス』
- アダム・ドライバー - 『マリッジ・ストーリー』

### 主演女優賞
- スカーレット・ヨハンソン - 『マリッジ・ストーリー』
- レネー・ゼルウィガー - 『ジュディ 虹の彼方に』
- ジュリアン・ムーア - 『グロリア 永遠の青春』
- シャーリーズ・セロン - 『スキャンダル』
- ルピタ・ニョンゴ - 『アス』

### 助演男優賞
- ウェズリー・スナイプス - 『ルディ・レイ・ムーア』
- ブラッド・ピット - 『ワンス・アポン・ア・タイム・イン・ハリウッド』
- ウィレム・デフォー - 『ライトハウス』
- トム・ハンクス - 『幸せへのまわり道』
- ジョー・ペシ - 『アイリッシュマン』
- サム・ロックウェル - 『リチャード・ジュエル』

### 助演女優賞
- フローレンス・ピュー - 『ストーリー・オブ・マイライフ/わたしの若草物語』
- キャシー・ベイツ - 『リチャード・ジュエル』
- ローラ・ダーン - 『マリッジ・ストーリー』
- スカーレット・ヨハンソン - 『ジョジョ・ラビット』
- アンナ・パキン - 『アイリッシュマン』

### 脚本賞
- ロバート・エガース、マックス・エガース - 『ライトハウス』
- ポン・ジュノ、ハン・ジンウォン - 『パラサイト 半地下の家族』
- スティーヴン・ザイリアン - 『アイリッシュマン』
- ノア・バームバック - 『マリッジ・ストーリー』
- クエンティン・タランティーノ - 『ワンス・アポン・ア・タイム・イン・ハリウッド』

### アンサンブル演技賞
- 『ワンス・アポン・ア・タイム・イン・ハリウッド』
- 『フェアウェル』
- 『ルディ・レイ・ムーア』
- 『アイリッシュマン』
- 『パラサイト 半地下の家族』

### ブレイクスルー賞
- フローレンス・ピュー - 『ミッドサマー』、『ストーリー・オブ・マイライフ/わたしの若草物語』、『ファイティング・ファミリー』での演技に対して
- ジェシー・バックリー - 『ジュディ 虹の彼方に』、『ワイルド・ローズ』での演技に対して
- ポール・ウォルター・ハウザー -『リチャード・ジュエル』、『レイトナイト 私の素敵なボス』、『ビート -心を解き放て-』、『7 Days to Vegas』での演技に対して
- アシュリン・フランシオーシ - 『ナイチンゲール』での演技に対して
- ケイトリン・ディーヴァー - 『ブックスマート 卒業前夜のパーティーデビュー』、『穢れと祈り』での演技に対して
- ルル・ワン - 『フェアウェル』での演出・脚本・製作に対して
- オリヴィア・ワイルド - 『ブックスマート 卒業前夜のパーティーデビュー』での演出に対して
- アナ・デ・アルマス - 『ナイブズ・アウト/名探偵と刃の館の秘密』での演技に対して

### アニメ映画賞
- 『ヒックとドラゴン 聖地への冒険』
- 『アナと雪の女王2』
- 『クロース』
- 『トイ・ストーリー4』
- 『失くした体』

### 音楽賞
- 『ロケットマン』
- 『アンカット・ダイヤモンド』
- 『ワイルド・ローズ』
- 『1917 命をかけた伝令』
- 『ワンス・アポン・ア・タイム・イン・ハリウッド』

### ドキュメンタリー映画賞
- 『アメイジング・グレイス/アレサ・フランクリン』
- 『アポロ11 完全版』
- 『Horror Noire: A History of Black Horror』
- 『レボリューション -米国議会に挑んだ女性たち-』
- 『ローリング・サンダー・レヴュー: マーティン・スコセッシが描くボブ・ディラン伝説』